# Peperomia cattii
Peperomia cattii är en pepparväxtart som beskrevs av William Trelease. Peperomia cattii ingår i släktet peperomior, och familjen pepparväxter. Inga underarter finns listade i Catalogue of Life.